# Vanilla humblotii
Vanilla humblotii är en orkidéart som beskrevs av Heinrich Gustav Reichenbach. Vanilla humblotii ingår i släktet Vanilla och familjen orkidéer. Inga underarter finns listade i Catalogue of Life.

## Bildgalleri

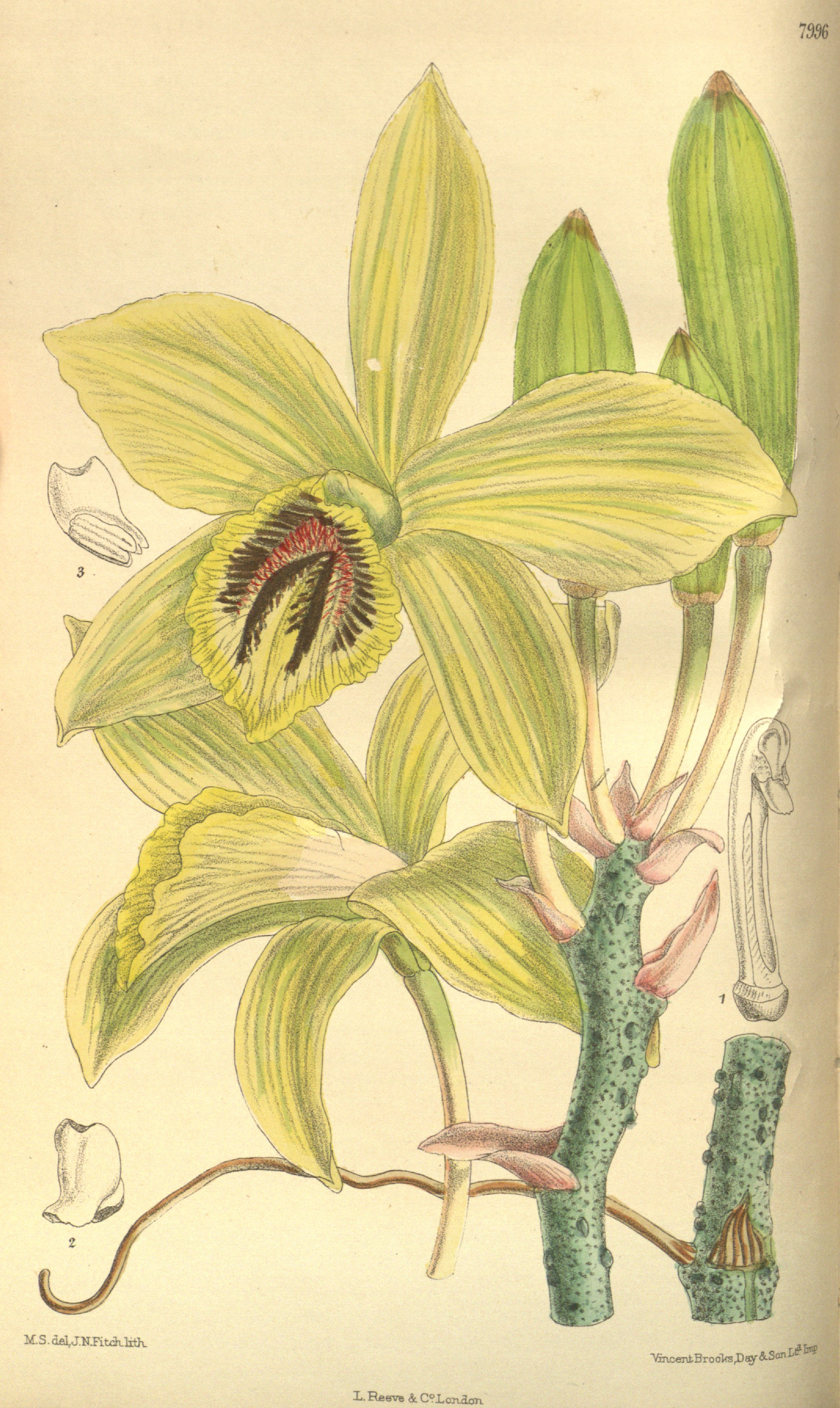